# 10523 D'Haveloose
10523 D'Haveloose (1990 SM6) là một tiểu hành tinh vành đai chính được phát hiện ngày 22 tháng 9 năm 1990 bởi E. W. Elst ở Đài thiên văn Nam Âu.